# Salix pierotii
Salix pierotii es una especie de sauce perteneciente a la familia de las salicáceas. Se encuentra en Asia.

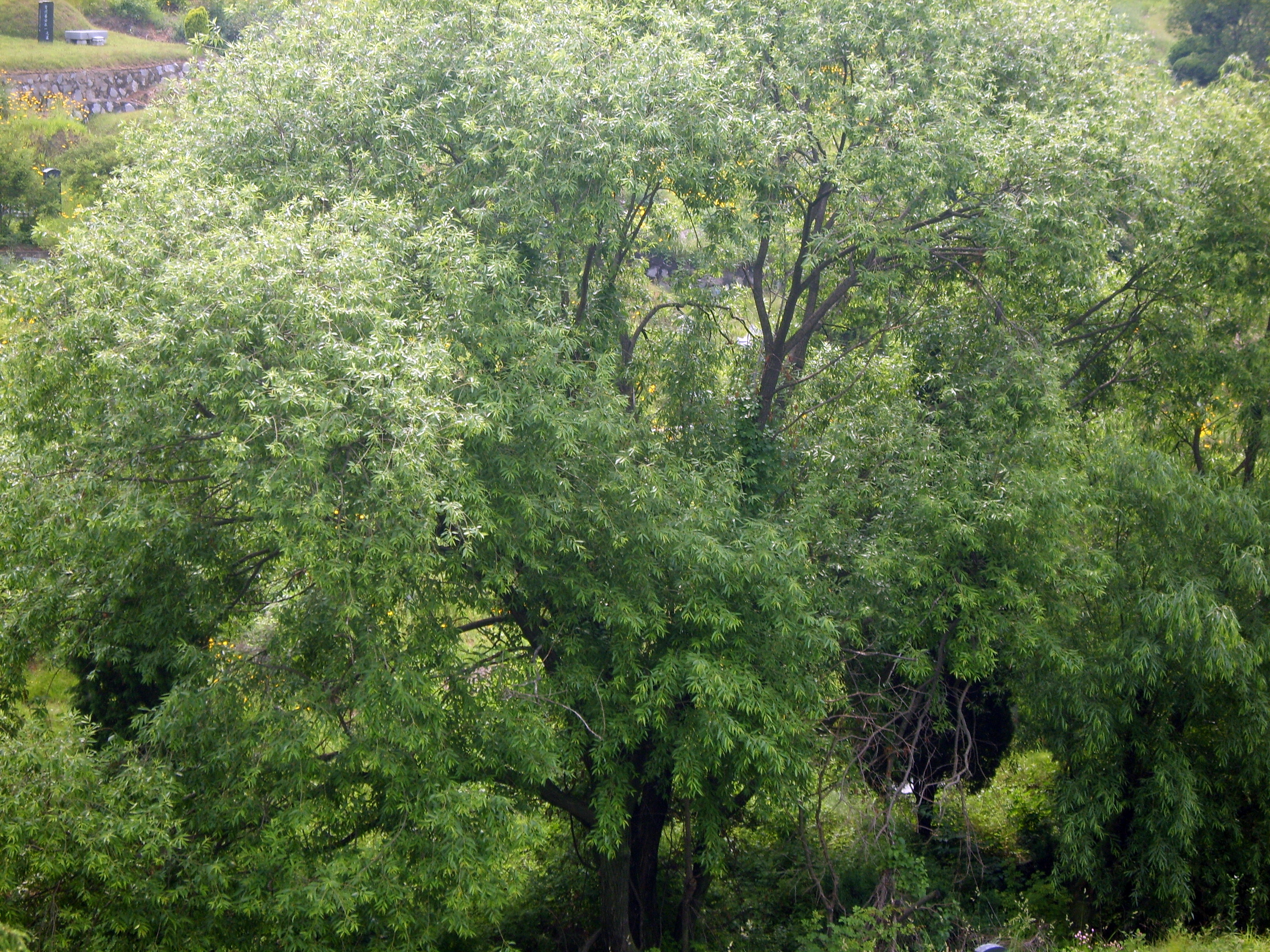
Vista del árbol

## Descripción
Es un árbol que alcanza un tamaño de 20 m de altura, de corteza gris pálido, surcada; la corona anchamente ovada. Las ramillas juveniles de color marrón grisáceo o verde pardusco, pubescentes o glabras. Las yemas ovoides, de 2-5 mm. Estípulas oblicua-ovadas u ovadas-lanceoladas, aserradas margen, caudado ápice largo, pecíolo de 6-13 mm, subglabra, las hojas lanceoladas, ovado-lanceoladas, u oblongo-lanceoladas, de 6-9 (-13) × 1-1.8 cm, envés glauco, pubescentes a lo largo de vena central o de seda suave y glabrescente, el haz verde, pubescente o subglabra, base cuneada a redondeada cuneada,el ápice acuminado. El amento masculino  subsésil o pedunculado; brácteas de color verde amarillento, oval-oblonga, ambas superficies pilosas o subglabra adaxialmente, ápice agudo. El  amento femenino elipsoide a poco cilíndrico, de 1-2 cm.

## Distribución y hábitat
Se encuentra a lo largo de los ríos, laderas de las montañas húmedas, o tierras cultivadas; desde el nivel del mar, a cerca de 700 metros de altura, en Gansu, Hebei, Heilongjiang, Jilin, Liaoning, Mongolia Interior, Shaanxi, Shandong, Japón, Corea, Rusia (Extremo Oriente)

## Taxonomía
Salix pierotii fue descrita por Friedrich Anton Wilhelm Miquel y publicado en Annales Museum Botanicum Lugduno-Batavi 3: 37, en el año 1867.
Etimología
Salix: nombre genérico latino para el sauce, sus ramas y madera.
pierotii: epíteto
Citología
Tiene un número de cromosomas de: 2 n = 76, 96, 114, 144, 152.
Sinonimia
- Salix koreensis Andersson[4]